# 舊奧斯科爾
51°18′N 37°51′E / 51.300°N 37.850°E
舊奧斯科爾（俄语：Ста́рый Оско́л）是俄羅斯別爾哥羅德州北部的一個城市，位於莫斯科以南618公里。2016年時人口為222,004人。該城市被命名為舊奧斯科爾，以便與新奧斯科爾區分。
1593年建立。

## 姐妹城市
- 德国薩爾茨吉特
- 芬兰Mänttä